# فرانک پنتانگلی
فرانک پنتانگلی ، یک شخصیت داستانی از فیلم پدرخوانده: قسمت دوم است که توسط مایکل وی. گازو به تصویر کشیده شده‌است. گازو به خاطر بازی در این نقش نامزد دریافت اسکار بهترین بازیگر نقش مکمل مرد شد، که به رابرت دنیرو، همبازی اش از همان فیلم (به عنوان ویتو کورلئونه جوان) باخت.

## شخصیت
پنتانگلی یا فرانچسکو پنتانگلی در پارتینیکو، سیسیل به دنیا آمد و دارای یک برادر بزرگتر به نام وینچنزو است که هنگام مهاجرت به ایالات متحده در سیسیل ماند.
در دهه ۱۹۳۰ ، پنتانگلی با جوزپه ماریپوزا، جنگ سالار سیسیلی که خیابان های نیویورک را کنترل می کند، آشنا شد.  پنتانگلی بعداً مخفیانه طرف ویتو کورلئونه شد و پیوسته به پیتر کلمنزا گزارش داد که ماریپوزا چه برنامه‌ای داشت و کورلئونه‌ها را یک قدم جلوتر از بازی نگه داشت.
با این حال، ماریپوزا نسبت به پنتانگلی مشکوک شد و ویتو کورلئونه که از امنیت دوستش می‌ترسید، پنتانجلی را در حالی که برای جنگ با ماریپوزا آماده می‌شدند، تحت حمایت خود قرار داد.
پس از مرگ کلمنزا، پنتانگلی رژیم کلمنزا را به دست گرفت و در حالی که مایکل و فردو کورلئونه در لاس وگاس بودند، عملیات خانواده کورلئونه را در نیویورک رهبری کرد. او همچنین به املاک قدیمی کورلئونه در لانگ آیلند نقل مکان کرد.
در سال ۱۹۵۸، پنتانگلی به مایکل نزدیک شد تا برای از بین بردن برادران روزاتو، رقبای او در نیویورک، که ادعا می‌کردند قبل از مرگ کلمنزا محل هایی برای حکومت را به آنها وعده داده بود، از او کمک بخواهد، اما مایکل نپذیرفت. او به پنتانگلی دستور داد که هیچ کاری انجام ندهد، زیرا نمی‌خواهد جنگی در معامله آتی با هیمن راث که از برادران روزاتو حمایت می‌کرد تداخل ایجاد کند. پنتانگلی این را توهین تلقی کرد و ناامیدانه آنجا را ترک کرد و گفت: هیچ مشکلی از سمت من پیش نخواهد آمد. اواخر همان شب، مایکل به سختی از یک سوء قصد در خانه اش فرار کرد.
مایکل با مشکوک شدن به اینکه هایمن راث پشت این سوءقصد بوده است، با پنتانگلی ملاقات کرد و از او خواست تا در انتقامش کمک کند. پنتانگلی موافقت کرد و قول داد که به دشمنی خود با برادران روزاتو پایان دهد و این تصور را ایجاد کرد که مایکل از ادعای آنها حمایت می کند، تا به راث این تصور را بدهد که مایکل نمی دانست علیه او توطئه می کند.
فرانک در نیویورک ملاقاتی با برادران روزاتو ترتیب داد تا قرارداد جدیدی با آنها ببندد. با این حال، این معامله یکسره بود و خود تونی روزاتو، پنتانگلی را با ادعای اینکه مایکل فرستاده بود، به دام انداخت. او توانست با فریادهای خودش زنده بماند که باعث شد افسر پلیس نزدیک او متوجه شود و فرانک از یک سوقصد جان سالم در ببرد.
بعداً، در جلسه سنا، در مورد جنایات سازمان یافته، پنتانگلی به عنوان شاهد معرفی شد.  فرانک معتقد بود که مایکل به برادران روزاتو دستور کشتنش را داده است، او به همراه ویلی چی‌چی از زمان اقدام به قتل در بازداشت اف بی آی بود.  پنتانگلی که با اتهامات قتل درجه یک، پرونده‌سازی و در اختیار داشتن وسایل مواد مخدر روبرو بود، پذیرفت که علیه مایکل شهادت دهد.  او به ماموران FBI گفت، و آماده بود که به کمیته هم بگوید، که مایکل قدرتمندترین رئیس مافیا در کشور بود و سرپرستی یک خانواده جنایتکار را بر عهده داشت که تمام قمارهای آمریکای شمالی را کنترل می کرد و دستور قتل های بی شماری را صادر کرده بود.  بدتر از همه، او آماده شهادت بود که مایکل شخصاً کاپیتان مک کلاسکی و ویرجیل سولوتزو را در سال ۱۹۴۷ به قتل رساند و در اوایل سال ۱۹۵۰ برنامه‌هایی برای کشتار دسته جمعی سایر سران مافیای نیویورک انجام داد. چی‌چی نیز به این موضوع شهادت داده بود، اما نتوانست مایکل را مستقیماً در فعالیت های غیرقانونی دخیل می کند زیرا هرگز دستور مستقیمی از او دریافت نکرده بود. بنابراین کمیته صحبت‌های پنتانگلی را بسیار معتبر می دانست و مطمئن بود که او می تواند شهادت چی‌چی را تایید کند و مایکل را به زندان بفرستد.
از آنجایی که محل حفاظتی پنتانگلی بسیار امن بود، مایکل نمی توانست قبل از جلسه دادگاه او را به قتل برساند.  در عوض، او وینچنزو (برادر فرانک) را از سیسیل به امریکا آورد.  فرانک با دیدن برادرش در اتاق کمیته، شهادت کتبی خود را رد کرد و وانمود کرد که از فعالیت های جنایتکارانه خانواده کورلئونه بی خبر است.
پس از جلسه ، تام هیگن از پنتانگلی دیدن کرد. پنتانگلی درباره اینکه برادرش چقدر سرسخت تر از خودش بود صحبت کرد. هیگن با ظرافت به پنتانگلی گفت که او با انصراف کار درست را انجام داد و اگر مسئولیت خیانت به خانواده کورلئونه را بپذیرد، خانواده فرانک همیشه تحت مراقبت قرار می گیرد و آسیبی نمی بیند، همانطور که در مورد شورشیان علیه امپراتوران روم اتفاق افتاد و خائنین به امپراتوری روم خودکشی کردند . فرانک موضوع را فهمید از هیگن تشکر کرد، به اتاقش برگشت و با تیغ اصلاحش مچ دستش را در وان برید و خودکشی کرد. خانواده کورلئونه به قول خود وفا کردند و خانواده فرانک به خوبی تامین شد.
در پدرخوانده قسمت دوم، فرانک پنتانگلی به عنوان یکی از همکاران معتمد پدرخوانده ویتو کورلئونه (مارلون براندو) به تصویر کشیده شده‌است. شکافی بین پنتانگلی و مایکل ایجاد می‌شود، اما در پایان خیانت خانواده به پنتانگلی روی می‌دهد.
شخصیت پنتانگلی در پدرخوانده قسمت دوم توسط کاپولا و پوزو زمانی تصور شد که بازیگر ریچارد کاستلانو دیگر بازی در نقش کلمنزا در دنباله را انجام نداد. شخصیت پنتانگلی در این طرح که در ابتدا برای کلمنزا در نظر گرفته شده بود، نقش مهمی داشت که قرار بود مرگ آن موازی با سکانس گسترده‌ای باشد که در آن ویتو جوان شریک کلمنزا می‌شود.